# Kirchenkreis Kölln-Land I
Der Berlin-Brandenburgische Kirchenkreis Kölln-Land I war der Zusammenschluss evangelischer Kirchengemeinden im heutigen Südwesten Berlins und im angrenzenden Kreis Teltow in Brandenburg. Er galt zum Zeitpunkt seiner Auflösung am 1. April 1948 als der größte und bedeutendste Kirchenkreis in der Evangelischen Kirche der altpreußischen Union.

## Name und Geschichte
In dem Namen Kölln, ältere Schreibweise „Cölln“ und nicht zu verwechseln mit dem rheinischen Köln mit einem „l“, lebt die aus dem 12. Jahrhundert stammende Stadt Kölln an der Spree fort, die 1307 verwaltungstechnisch und 1432 endgültig mit dem benachbarten Berlin zu einer gemeinsamen Stadtgemeinde verbunden wurde. Geistlicher Mittelpunkt war die 1945 kriegszerstörte und dann 1960 abgerissene Stadtpfarrkirche St. Petri, die von 1811 bis 1829 auch Sitz des Superintendenten des Kirchenkreises Kölln-Land I war.
Nach der Reformation wurde 1541 der Teil der alten Propstei Berlin, der links (südlich) der Spree gelegen war, an die neu errichtete Propstei Kölln überwiesen. Diese wurde 1812 in eine Stadt- (Kölln-Stadt) und eine Landdiözese (Diözese Kölln-Land) geteilt. Die Landdiözese erfuhr 1886 eine erneute Teilung in die Kirchenkreise Kölln-Land I sowie Kölln-Land II. Der bei dieser Teilung errichtete Kirchenkreis Kölln-Land I umfasste die evangelischen Kirchengemeinden, die im nordöstlichen Teil des Landkreises Teltow gelegen waren sowie die Gemeinden im südwestlichen Gebiet des heutigen Berlins, die bis 1920 auch zum Landkreis Teltow gehörten. Der Teilregion Kölln-Land II wurden vornehmlich die im heutigen Südosten Berlins gelegenen evangelischen Gemeinden südlich der Spree zugeordnet. Dennoch wird in der Literatur für den westlichen Teil dieses Kirchengebietes oft die Bezeichnung Kölln-Land I bereits ab dem Jahr 1812 verwendet.

## Gemeinden
Zum Jahr 1905 gehörten die folgenden Gemeinden zum Kirchenkreis Kölln-Land I:
- Blankenfelde. Kirchen: a Blankenfelde bei Mahlow, b. Glasow, c. Jühnsdorf, d. Rangsdorf
- Deutsch Wilmersdorf. Kirchen: a Deutsch-Wilmersdorf mit Halensee, b. Schmargendorf, (eingekircht: Hundekehle), c. Dahlem,  (eingekircht: Paulsborn und Jagdschloss Grunewald)
- Diedersdorf. Kirche: Diedersdorf bei Mahlow
- Friedenau. Kirche: Zum Guten Hirten in Friedenau bei Berlin
- Gröben. Kirchen: a. Gröben bei Ludwigsfelde, (eingekircht: Jütchendorf), b. Groß-Beuthen, (eingekircht: Klein-Beuthen)
- Groß-Beeren. Kirchen: a. Groß-Beeren, b. Heinersdorf (eingekircht: Osdorf), c. Klein-Beeren,
- Groß-Lichterfelde. Kirchen: a. Paulus-Pfarrkirche, b. Giesensdorf, c. Petrus-Kirche, Hilfskirchen.
- Grunewald. Kirche in der Kolonie Grunewald
- Siethen. Kirche in Siethen bei Ludwigsfelde
- Stahnsdorf. Kirchen: a. Stahnsdorf bei Groß-Lichterfelde, b. Klein Machnow, (Dreilinden wurde zum 1.4. 1899 ausgekircht nach  Wannsee, Parochie Klein Glienicke, Kirchenkreis Potsdam I), c. Sputendorf, d. Ruhlsdorf
- Steglitz. Kirche zu Steglitz bei Berlin
- Teltow. Kirche: St. Andreas-Kirche zu Teltow, (eingekircht: Schönow)
- Zehlendorf. Kirche zu Zehlendorf, Kr. Teltow, (eingekircht: Düppel, Oberförsterei Grunewald und Erziehungs-Heim)

Die Zahl der zum Kirchenkreis gehörigen Gemeinden stieg zum Jahr 1924 auf 18 Pfarrsprengel mit ca. 36 Gemeinden und 332.000 Mitgliedern. Dies ist vor allem dem Wachstum Berlins geschuldet, was zur Ausgliederung von Filialgemeinden führte. So wurde z. B. 1908 die pfarramtliche Verbindung der drei Kirchengemeinden Deutsch-Wilmersdorf, Schmargendorf und Dahlem aufgehoben, Dahlem bekam eine eigene Pfarrstelle. Bis 1934 vergrößerte sich die Zahl der Gemeindemitglieder und Pfarrstellen im Kirchenkreis nochmals um mehr als ein Drittel. Zur Betreuung der Menschen in den nach der Gründung Groß-Berlins 1920 zahlreich entstandenen Siedlungen wurde im Kirchenkreis Kölln-Land I das – einmalige – Amt eines „Kreispfarrers für Siedlungen“ eingerichtet.
Mit der Gründung Groß-Berlins im Jahre 1920 wurde der Kirchenkreis kommunalpolitisch in zwei Teile geteilt. Zehn Gemeinden verblieben in Berlin, acht im brandenburgischen Kreis Teltow. Mit der Übernahme einer Pfarrstelle in Berlin-Dahlem 1922 durch Waldemar Macholz wechselte der Sitz der Superintendentur von Teltow dorthin und mit der Übernahme des Amtes durch Max Diestel von 1925 bis zur Auflösung des Kirchenkreises nach Berlin-Lichterfelde.

## Superintendenten

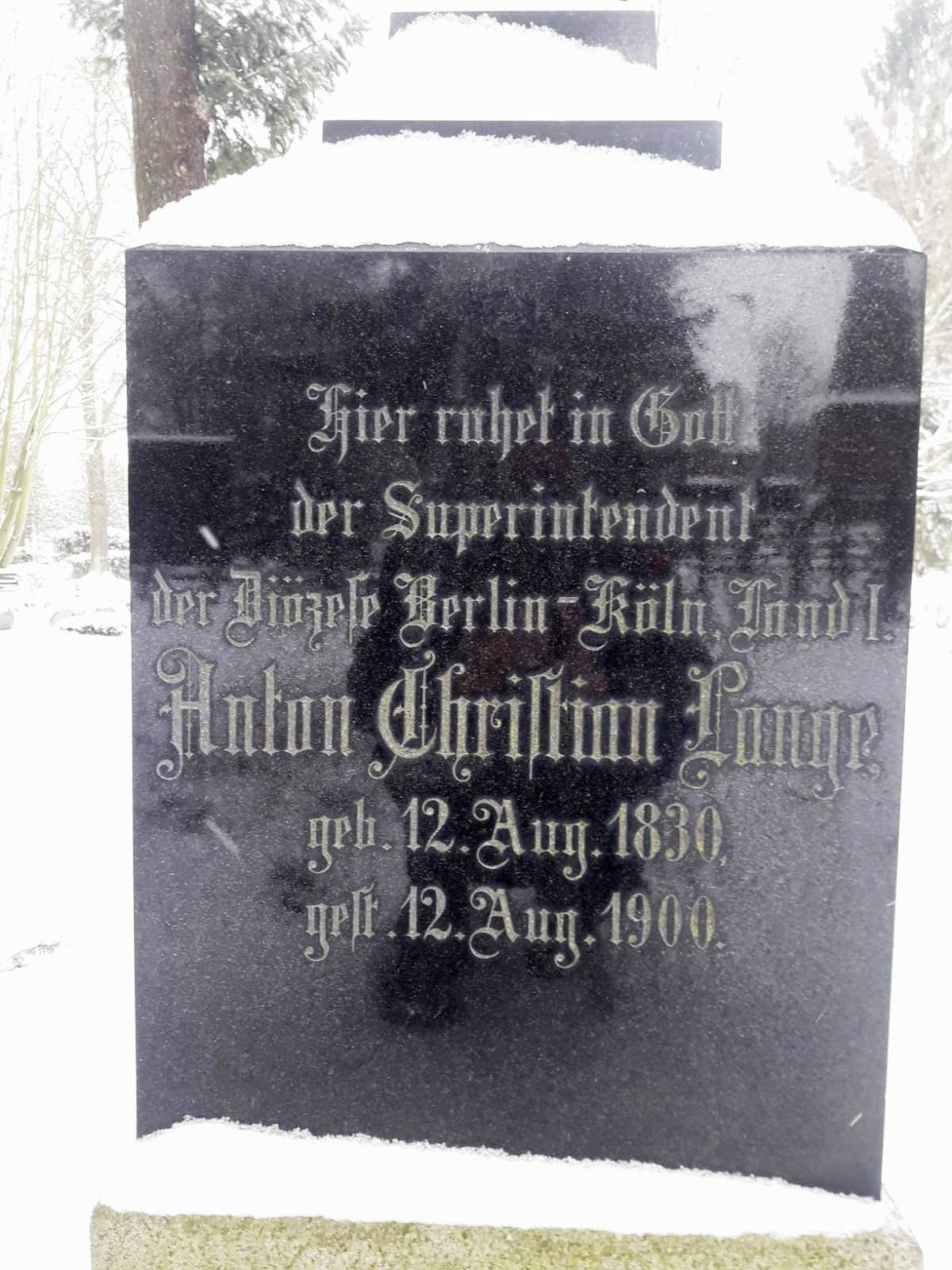
Grabstein von Superintendent Lange auf dem Friedhof in Teltow

Die folgenden Superintendenten standen dem Kirchenkreis Kölln-Land bis zu seiner Teilung vor:
- 1811–1829 Friedrich Samuel Pelkmann (1772–1843), Amtssitz: St. Petri
- 1829–1846 Friedrich Mann (1780–1853), Amtssitz: Luisen
- 1846–1850 Karl Büchsel (1803–1889),  Amtssitz: St. Matthäus
- 1850–1854 Wilhelm von Hengstenberg (1804–1880), Amtssitz: Teltow
- 1854–1858 Wilhelm Pippart (1810–1885), Amtssitz: Teltow
- 1858–1867 Gustav Mühlmann (1814–1901), Amtssitz: Teltow
- 1868–1875 Heinrich August Encke (1828–1875), Amtssitz: Teltow
- 1876–1900 Anton Christian Lange (1830–1900), (während seiner Amtszeit erfolgte die Teilung des Kirchenkreises) Amtssitz: Teltow

Superintendenten des Kirchenkreises Kölln-Land I nach der Teilung:
- 1901–1914 Johannes Schaper (1842–1921), Amtssitz: Teltow
- 1915–1925 Waldemar Macholz (1876–1950), Amtssitz: Bis 1922 Teltow, bis 1925 Dahlem
- 1925–1948 Max Diestel (1872–1949), Amtssitz: Lichterfelde

## Besondere Bedeutung des Kirchenkreises in der Zeit des Kirchenkampfes 1933–1945
Im Kirchenkreis Kölln-Land I wirkten viele Persönlichkeiten der Bekennenden Kirche (BK) in der Zeit der Auseinandersetzung der evangelischen Kirche mit dem Nationalsozialismus. An seiner Spitze stand Superintendent Max Diestel, der mutig vakante Pfarrstellen mit Mitgliedern der – oppositionellen – Bekennenden Kirche besetzte. Darüber hinaus förderte er die Ausbildung von Theologiestudenten durch Dozenten der Bekennenden Kirche in der illegalen Kirchlichen Hochschule Berlin, die ab 1935 zuerst in Dahlem, dann in Zehlendorf bestand. Zu Beginn des Kirchenkampfes (1933/34) wurde er von der Kirchenbehörde seiner Funktion als Superintendent enthoben, dann jedoch wieder eingesetzt.
Die führenden BK-Pfarrer Hans Böhm, Fritz Müller und Martin Niemöller waren Pfarrer im Kirchenkreis. Pfarrer Kurt Scharf, Mitbegründer des Pfarrernotbundes und Präses der Bekenntnissynode, hatte sein Vikariat in der Kirchengemeinde Dahlem absolviert. Der als Generalsuperintendent der Kurmark abgesetzte Otto Dibelius wohnte in Berlin-Lichterfelde. Das Büro des Bruderrates der Bekennenden Kirche Preußens befand sich ebenfalls in der Lichterfelder Drakestraße 32. Vorlesungen der illegalen „Kirchlichen Hochschule“ fanden unter anderem in der Steglitzer Paulsenstraße statt.
Darüber hinaus waren Gemeinden im Kirchenkreis Gastgeber mehrerer Bekenntnissynoden: Für die gesamte Bekennende Kirche auf Reichsebene tagte (nach der in Barmen) die zweite Synode vom 19. bis 20. Oktober 1934 in der Kirche Niemöllers in Berlin-Dahlem. Auf regionaler Ebene versammelte sich unter anderem die 3. Bekenntnissynode der preußischen Landeskirche im September 1935 durch Vermittlung der dort wirkenden Pfarrer Klamroth und Messow in der Steglitzer Markus-Gemeinde. Zum Kirchenkreis stellte die NS-Justiz fest: „Zusammenfassend ist auszuführen, dass von den 11 Berliner Kirchenkreisen nur der Kirchenkreis Kölln-Land I als ausgesprochene Domäne der BK (Bekennenden Kirche) anzusprechen ist“.

## Entwicklungen nach dem Zweiten Weltkrieg und Auflösung des Kirchenkreises
Nach dem Ende des Zweiten Weltkrieges wuchs die Zahl der Kirchengemeinden im Kirchenkreis Kölln-Land I durch eine Neuordnung der Kirchenkreisgrenzen im Berliner Süden und Südwesten sowie der Teilung der Großgemeinde Berlin-Wilmersdorf. Diese wurde zum 1. April 1946 in vier neue, selbständige Kirchengemeinden aufgeteilt: Die Kirchengemeinde der Auenkirche, die der Hochmeister-, der Kirche am Hohenzollernplatz und der Lindenkirche. Für den äußersten Südwesten Berlins beschloss die Provinzialsynode der neu gebildeten Kirchenprovinz Berlin-Brandenburg nach Anhörung der Beteiligten die Umgemeindung der Kirchengemeinde Berlin-Wannsee vom Kirchenkreis Potsdam I zum Kirchenkreis Kölln-Land I zum 1. Januar 1947 . Mit der Kirchengemeinde Berlin-Lankwitz wuchs dem Kirchenkreis Kölln-Land I aus der Auflösung des Kirchenkreises Kölln-Land II, ebenfalls zum 1. Januar 1947, eine weitere Gemeinde zu. Im selben Jahr erfolgte die Umbenennung des Kirchenkreises Kölln-Land I zur (ursprünglichen) Bezeichnung Kölln-Land zum 24. Februar
Der Kirchenkreis Kölln-Land wurde mit Wirkung zum 1. April 1948 aufgelöst. Aus ihm entstanden die in den britischen und amerikanischen Sektoren Berlins gelegenen Kirchenkreise Steglitz, Wilmersdorf und Zehlendorf. Die in der sowjetischen Besatzungszone gelegenen Gemeinden verblieben bis zum Mauerbau 1961 beim Kirchenkreis Zehlendorf und bildeten danach mit anderen vom Westen abgeschnittenen Gemeinden einen eigenen Kirchenkreis Teltow. Durch diese Maßnahme ergab sich folgende Aufteilung:
- Dem Kirchenkreis Wilmersdorf wurden die Kirchengemeinden der Auenkirche, Hochmeisterkirche, Kirche am Hohenzollernplatz, Lindenkirche, Berlin-Schmargendorf und Berlin-Grunewald zugeteilt
- Dem Kirchenkreis Steglitz wurden die Kirchengemeinden in Berlin-Steglitz, Berlin-Lichterfelde und Berlin-Lankwitz zugeteilt.
- Dem Kirchenkreis Zehlendorf wurden die Kirchengemeinden Berlin-Zehlendorf, Berlin-Dahlem, Berlin-Nikolassee, Berlin-Wannsee, im damaligen amerikanischen Sektor Berlins zugeteilt.
- Ebenfalls dem Kirchenkreis Zehlendorf wurden die in der damaligen sowjetischen Besatzungszone verbliebenen Gemeinden Blankenfelde, Glasow, Jühnsdorf, Rangsdorf, Mahlow, Großbeeren, Heinersdorf, Diedersdorf, Kleinbeeren, Gröben, Siethen, Groß-Beuthen, Stahnsdorf, Ruhlsdorf, Klein-Machnow, Sputendorf, Teltow und die Anstaltsgemeinde des Diakonissenhauses Teltow zugeordnet.
- Die Kirchengemeinde Friedenau wurde dem 1945 neu geschaffenen Kirchenkreis Schöneberg zugeteilt.